# Michail Nikolajewitsch Scharochin

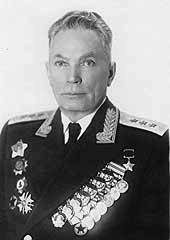
Michail Scharochin

Michail Nikolajewitsch Scharochin (russisch Михаил Николаевич Шарохин; * 11. Novemberjul. / 23. November 1898greg. in Iwanowskoje, Gouvernement Jaroslawl, Russisches Kaiserreich; † 19. September 1974 in Moskau, Russische Sowjetrepublik, Sowjetunion) war ein sowjetisch-russischer Generaloberst und Held der Sowjetunion.

## Leben
Michail Nikolajewitsch Scharochin wurde im Dorf Iwanowskoje im Gouvernement Jaroslawl (heute im Rajon Danilow in der Oblast Jaroslawl) geboren. Im Februar 1917 wurde er in die Kaiserlich Russische Armee einberufen und nahm als Soldat am Ersten Weltkrieg teil. Im November 1917 trat Scharochin in die Rote Armee ein und nahm als Soldat am Russischen Bürgerkrieg teil. 1920 trat er in die RKP(B) ein, die spätere KPdSU. 1939 absolvierte er die Militärakademie des Generalstabes der Roten Arbeiter- und Bauernarmee.
Während des Großen Vaterländischen Krieges befehligte General Scharochin ab Februar 1942 die 3. Armee an der Kalininer Front, ab August 1943 die 37. Armee an der Steppenfront (u. a. Operation Jassy-Kischinew) und ab Oktober 1944 die 57. Armee an der 3. Ukrainischen Front (u. a. Apatin-Kaposvarer Operation, Wiener Operation und Plattenseeoffensive).
Für die geschickte Organisation von Kämpfen, das klare Management von Armeetruppen bei der Forcierung der Flüsse Dnepr, Südlicher Bug, Dnjestr und Donau und dem dabei bewiesenen Mut erhielt Michail Scharochin am 28. April 1945 den Titel des Helden der Sowjetunion verliehen.
Nach dem Krieg blieb er bei der Armee und wurde 1960 aus dem aktiven Dienst in den Ruhestand entlassen. Er war verheiratet mit Vera Michajlowna Scharochina, geb. Zukanowa (1906–1979). Scharochin starb 1974 und wurde auf dem Nowodewitschi-Friedhof in Moskau beigesetzt.

## Auszeichnungen

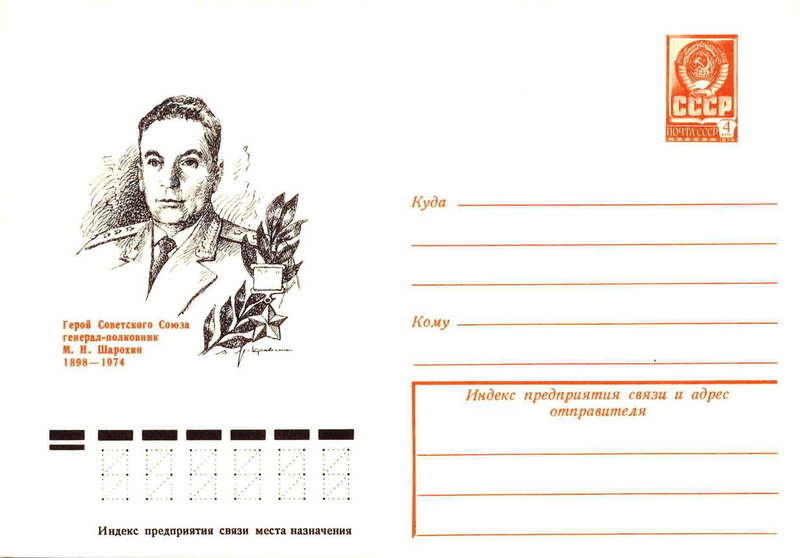
Michail Scharochin auf einem sowjetischen Ganzsachen-Briefumschlag (1978)

Beförderungen
- 4. Juni 1940: Generalmajor
- 21. Mai 1942: Generalleutnant
- 19. April 1945: Generaloberst

- Held der Sowjetunion (28. April 1945)
- 3 × Leninorden
- 4 × Rotbannerorden
- Suworow-Orden I. Klasse
- Bogdan-Chmelnizki-Orden I. Klasse
- Kutusoworden II. Klasse
- Orden des Roten Sterns
- Jubiläumsmedaille „Zum Gedenken an den 100. Geburtstag von Wladimir Iljitsch Lenin“
- Medaille „Für die Verteidigung Leningrads“
- Medaille „Für die Verteidigung Moskaus“
- Medaille „Sieg über Deutschland“
- Medaille „20. Jahrestag des Sieges im Großen Vaterländischen Krieg 1941–1945“
- Jubiläumsmedaille „XX Jahre Rote Arbeiter-und-Bauern-Armee“ (1938)
- Medaille „30 Jahre Sowjetarmee und Flotte“
- Medaille „40 Jahre Streitkräfte der UdSSR“
- Medaille „50 Jahre Streitkräfte der UdSSR“
- Medaille „Zum 250-jährigen Jubiläum Leningrads“
- Militärorden für Tapferkeit (Volksrepublik Bulgarien)